# 巴布亚人

巴布亚人是印度尼西亚西巴布亚地区与巴布亚新几内亚的原住民，属于美拉尼西亚人。基因证据表明新几内亚及周边岛屿存在两大历史谱系：第一波移民约5万年前来自马来群岛，当时新几内亚与澳大利亚同属名为萨胡尔的联合古陆；而约3500年前，南岛语族从北方迁入，带来南岛语系语言和家猪，并在沿海巴布亚族群中留下少量但显著的基因印记。
语言学上，巴布亚人使用仅存于新几内亚及周边岛屿的多种非南岛语系语言，沿海部分地区则使用南岛语系语言，近代还发展出托克皮辛语、希里摩图语、拉包尔克里奥尔德语和巴布亚马来语等混合语。
"巴布亚"一词在语言学与人类学中有更广泛含义。语言学中，"巴布亚诸语"作为统称，涵盖美拉尼西亚、托雷斯海峡群岛及部分华莱士区中互无关联的多种非南岛语系语言。人类学中，"巴布亚人"常指南岛语族抵达前美拉尼西亚和华莱士区高度多样化的原住民群体，其基因特征仍是当今该地区族群的主要遗传构成。

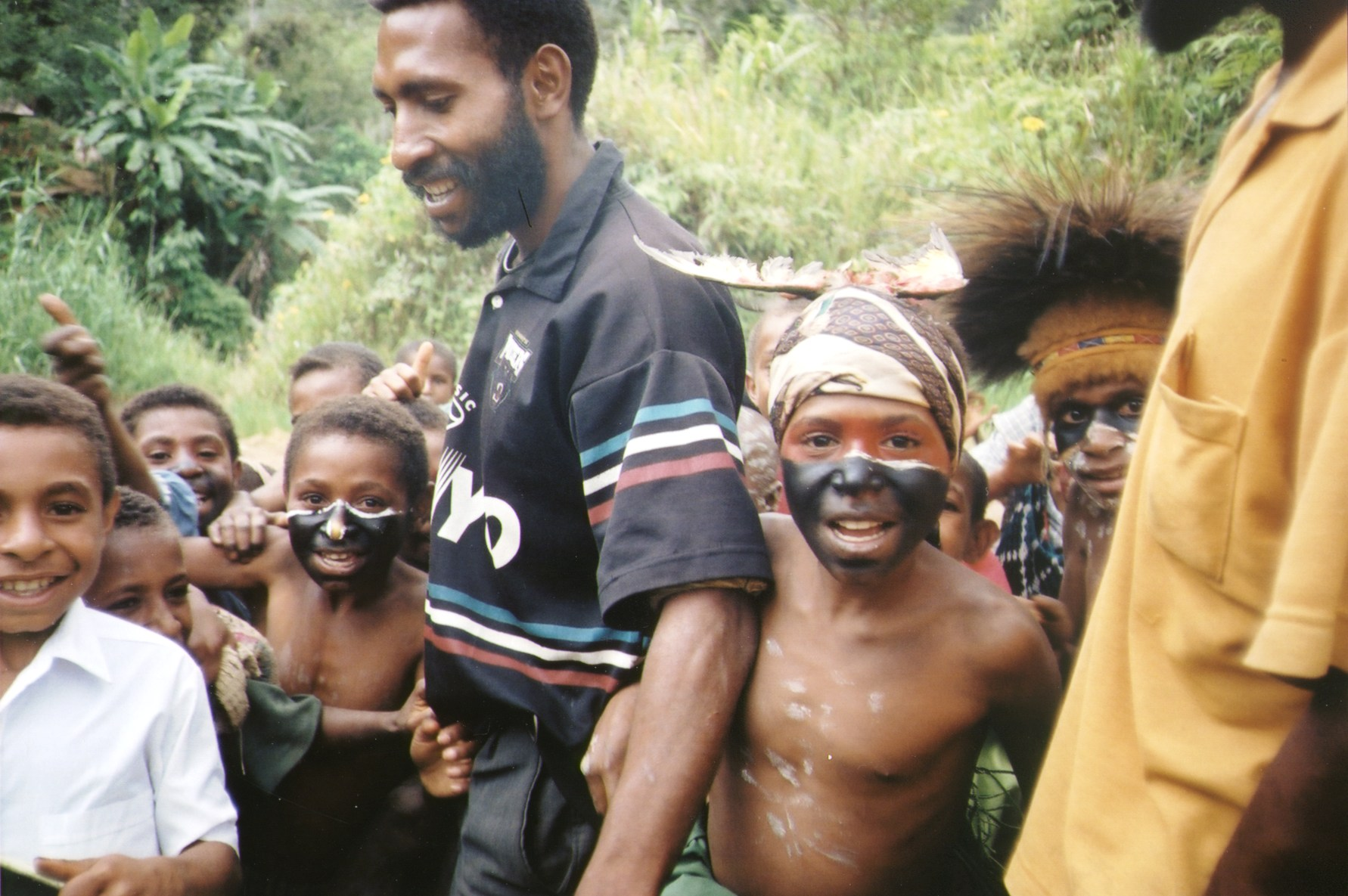
巴布亚新几内亚为桑桑节盛装打扮的儿童

巴布亞人的主要職業是熱帶地區的手工農業，次要的是狩獵和採集。養豬業起著重要作用；主要農作物有椰子、香蕉、芋頭和山藥。
目前，由於歐洲的影響，巴布亞人受雇於採礦業，擔任司機、推銷員和文員。企業家和工人階層正在形成，但50%的巴布亞人口仍從事自給農業。
大多數人堅持民族信仰，但以新教為主的基督教現在很普遍。